# Маретариум (Котка)
Маретариум (фин. Maretarium) — аквариумный комплекс в городе Котка, Финляндия.
Специализируется на изучении рыб, обитающих в водоёмах страны. Здесь их представлено более 50 видов: сиг, судак, язь, налим, камбала, корюшка, линь, плотва, уклейка, щука, окунь, лосось, кумжа, хариус, голец и так далее.
Комплекс открыт в 2002 году при участии Хельсинкского университета, а также НИИ охотничьего и рыбного хозяйства. Здание было спроектировано британским архитектором Дэвидом Ньюманом и финкой Мирьей Томила. Строительство обошлось в 4,2 млн евро.
Для обитателей Маретариума созданы условия, приближенные к естественной среде. Для этого предусмотрена имитация четырёх времён года. В комплексе есть бассейны и аквариумы — всего 22 ёмкости, имитирующие природные водоёмы Финляндии. Самая большая аквариумная ёмкость глубиной семь метров имитирует Балтийское море.
В залах Маретариума представлены также экспозиции, рассказывающие об особенности финской рыбалки, технологиях рыболовства и разведения рыбы. В здании есть лекторий и кафе.